# Power Rangers in Space
Power Rangers in Space è la quarta serie dedicata ai Power Rangers, basata sul Super sentai giapponese Denji Sentai Megaranger. Sequel della precedente, è l'ultima stagione a continuare la storia narrata nelle stagioni precedenti e contiene un episodio crossover con la serie Tartarughe Ninja - L'avventura continua, anch'essa prodotta dalla Saban Entertainment. Ha debuttato negli USA il 6 febbraio 1998 su Fox Kids, mentre in Italia è stata trasmessa sulla versione locale dello stesso canale nel 2000.

## Trama
Dopo essere stati sconfitti da Divatox, i Turbo Rangers salgono a bordo di una navetta per inseguirla e salvare Zordon.
A bordo, i Rangers sono confrontati da un inizialmente ostile Red Ranger chiamato Andros, che si allea con loro dopo che questi lo abbiano aiutato a salvare l'Astro Megaship. Per premiare i salvatori, Andros dona ai quattro i nuovi Astro Morphers, con i quali diventano gli Space Rangers. Con l'aiuto del vecchio amico Phantom Ranger e Zhane, il Silver Ranger (trovato ibernato nella navetta), gli Space Rangers affrontano il malvagio Dark Specter e la sua aralda Astronema.
Per la maggior parte, la trama della serie consiste nei Space Rangers che sono alla costante ricerca di Zordon, che Dark Specter ha intenzione di giustiziare per poi rubare i suoi poteri. Per impedire le mosse dei Rangers, Astronema e il padre Ecliptor mandano in continuazione mostri e robot malvagi da affrontare. L'arrivo degli Psycho Rangers fanno scoprire ad Andros che Astronema era in realtà sua sorella Karone. Ci vorrà del tempo prima che Astronema prenda atto di ciò, ma alla fine si convince che i Rangers stanno per la parte giusta e riconcilia con il fratello ribellandosi a Dark Specter. In seguito però lo spietato Darkonda, ri-lava il cervello di Astronema e riduce Ecliptor in un cyborg per sopravvivere, togliendogli così ogni traccia di bene che possedeva. 
Questo termina della quinta parte della saga degli "Psycho Rangers", degli androidi malvagi mandati sulla Terra per eliminare gli Space Rangers.
Nel finale della stagione, il cerchio diventa completo quando Dark Specter assalta la Terra e tutte le altre roccaforti del bene della galassia mentre inizia ad assorbire i poteri di Zordon. Gli Space Rangers, gli Alien Rangers, il Phantom Ranger, il Blue Senturion, il Gold Zeo Ranger e i Ribelli KO-35 affrontano coraggiosamente il nemico, ma i loro sforzi sono inutili. Pure gli sforzi degli Space Rangers sono impotenti, che hanno infatti perso tre dei loro quattro MegaZord (Mega Voyager, Delta Megazord e Mega Winger) e sono così costretti a riorganizzarsi.
Darkonda si ribella a Dark Specter e prova ad ucciderlo con una potentissima arma di sua invenzione, ma rimane ucciso pure lui.
Astronema, con la morte di Dark Specter, diventa così la "Regina del Male" con dispiacere di Divatox. Andros, con un ultimo e disperato sforzo riesce a rivolgere la sorella al bene per sempre, tanto che diverrà la Pink Ranger nella serie successiva Power Rangers: Lost Galaxy.
Gli Space Rangers combattono sulla Terra mentre Andros riesce finalmente a ritrovare Zordon salvo nella fortezza. Zordon decide di sacrificarsi trasformandosi in un flusso di energia che elimina tutti gli scagnozzi dei nemici tranne proprio Zedd, Rita e Divatox, che vengono trasformati in esseri umani, passando quindi dalla parte del bene. La vittoria dei Power Rangers, stavolta, è definitiva.

## Episodi
| Stagione       | Episodi | Prima TV USA | Prima TV Italia |
| -------------- | ------- | ------------ | --------------- |
| Prima stagione | 43      | 1998         | 2000            |

## Personaggi

### Space Rangers
- Andros: è il Red Space Ranger, ed è un umano proveniente dalla colonia spaziale KO-35, Andros è un ragazzo testardo e solitario, ma coraggioso e gentile e che è sempre disposto ad aiutare le persone in difficoltà. Egli è il proprietario dell'Astro Megaship e come tutti gli abitanti di KO-35, Andros possiede la telecinesi;

- T.J. Johnson: è il Blue Space Ranger, il secondo in comando della squadra ed è un ragazzo cordiale e caloroso;
- Carlos Vallerte: è il Black Space Ranger, dimostra nel corso della serie di essere molto coraggioso e anche un po' testardo, tanto da voler affrontare alcuni nemici senza l'aiuto di alcuno;
- Ashley Hammond: è la Yellow Space Ranger e nel corso della serie si innamora di Andros, facendo di tutto per proteggerlo; la loro storia d'amore continuerà fino alla fine della serie;
- Cassie Chan: è la Pink Space Ranger e dimostra di essere una ragazza gentile e altruista, tanto che, in un'occasione, si impietosisce per un nemico che si pente di fronte a lei;
- Zhane: è il Silver Space Ranger, viene scoperto dai Rangers all'interno della Megaship, nella quale egli è ibernato in una cella, viene poi liberato e combatte insieme agli altri Rangers;
- Astronema: non è altro che la sorella di Andros, Karone, che fu rapita dal mutante Darkonda quando era ancora una bambina e che diventerà poi Astronema, la regina del male più temuta.

### Zords
- Astro Megazord, formato dall'Astro Megashuttle e Astro Megaship.

- Mega Voyager, distrutto dall'esplosione di un mostro, formato da:
  - Mega V1: Pilotato da Andros, è un androide a forma di astronauta e armato di diversi oggetti, forma la vita e le parti superiori del Mega Voyager.
  - Mega V2: Pilotato da Carlos, è uno shuttle che forma la testa e lo scudo del Mega Voyager.
  - Mega V3: Pilotato da T.J, è un razzo, forma le parti inferiori delle gambe e l'arma del Mega Voyager.
  - Mega V4: Pilotato da Ashley, è un UFO forma il petto e le braccia del Mega Voyager.
  - Mega V5: Pilotato da Cassie, è un rover, forma i piedi del Mega Voyager.

- Delta Megazord : la trasformazione in Megazord del Delta Megaship, una nave autoguidata a distanza dai Rangers, è stato distrutto da Ecliptor. Può fondersi con l'Astro Megazord per formare l'Astro Delta Megazord.

- Mega Winger : una nave pilotata da Zhane, può assumere la forma di uno zord umanoide. È stato distrutto da un colpo di Ecliptor. Le sue ali si potevano unire con il Mega Voyager per creare il Winger Mega Voyager.